# Morris Minor
El Morris Minor  fue un automóvil británico fabricado entre 1948 y 1971 en tres series sucesivas: el MM entre 1948 y 1953, la Serie II de 1952 a 1956 y finalmente el Minor-1000 de 1956 a 1971. Fue diseñado por Sir Alec Issigonis y muchas de sus características se consideraron revolucionarias. Se produjeron más de 1.3 millones de unidades.

## Desarrollo

### Orígenes
En 1941, pese al esfuerzo de guerra en el que estaba involucrada la Nuffield Organization y a estar de hecho prohibida la producción de vehículos civiles de uso privado, el vicepresidente de Morris, Miles Thomas quiso preparar el terreno para los nuevos productos que habrían de lanzarse al finalizar la guerra. El ingeniero jefe Vic Oak ya había atraído la atención de Thomas hacia las avanzadas ideas del joven ingeniero Alec Issigonis, especializado en diseño de suspensiones pero interesado en el diseño general de los productos. Esta preocupación se había mostrado en particular durante el desarrollo del Morris Ten que contaba con carrocería monocasco y para el que había diseñado una suspensión delantera independiente por triángulos superpuestos y muelles como resorte junto con una dirección de cremallera, desechadas por cuestión de costes pero tan avanzadas que luego serían reutilizadas en el MG Y-type.
Con prácticamente todos los recursos dedicados al esfuerzo de guerra, Thomas aprobó el desarrollo de una familia de automóviles que sustituyeran al Morris Eight. Aunque nominalmente Oak estaba a cargo del proyecto, Issigonis fue el responsable final del diseño junto con únicamente dos proyectistas más, de modo que el proyecto bautizado 'Mosquito' por Thomas se mantuvo lo más en secreto posible tanto para Ministerio de Abastos como para el fundador Lord Nuffield, poco entusiasta de las ideas radicales del joven Issigonis.
La idea general de Issigonis era producir un coche práctico y económico que la población general pudiera permitirse y que igualara, cuando no superara el confort y diseño de los vehículos caros. Como el propio Issigonis resumiría en años posteriores respecto a su aproximación al nuevo modelo, él quería diseñar un automóvil económico que "al ciudadano medio le gustase poseer, en lugar de considerarlo una condena" y "la gente que conduce coches pequeños es del mismo tamaño que la que conduce los grandes y no cabe esperar que aguante los interiores claustrofóbicos". Issigonis quería un coche tan espacioso como fuera posible para su tamaño y que fuese agradable de conducir para conductores inexpertos. Igual que sucedería con el Mini años después, diseñó el Mosquito con un excelente comportamiento y una dirección rápida y precisa, sin ningún ánimo deportivo sino para hacer el coche seguro y fácil de conducir para cualquier conductor.